# Taumarunui
Taumarunui ist eine Stadt im Ruapehu District auf der Nordinsel von Neuseeland. Die Stadt ist Sitz des Ruapehu District Council.

## Namensherkunft
Der Name der Stadt wird auf eine Begebenheit zurückgeführt, als der örtliche Māori-Chief Pehi Taroa im Sterben lag und mit seinen letzten Worten  um „taumaru nui“ für Schatten vor der Sonne bat. In der Sprache der Māori bedeutet „taumaru“ so viel wie „etwas schützendes vor der Sonne“ (heute Schirm) und „nui“ steht für „groß“.

## Geographie
Die Stadt befindet sich rund 44 km westlich des Lake Taupō und rund 52 km nordwestlich des Vulkans Ruapehu am Oberlauf des Whanganui River.

## Geschichte
Die Gegend um den Zusammenfluss von Ongarue River mit dem Whanganui River war bereits unter den Māori ein bevorzugtes und wichtiges Siedlungsgebiet und für Pākehā (weiße Einwanderer) später ein günstig gelegener Knotenpunkt um Handel treiben zu können. So war Alexander Bell 1874 der ersten europäischen Siedler, der an dem Ort des späteren Taumarunui einen Handelsposten errichtete. Ihm zu Ehren wurde eine Straße, die Bell Road, nach ihm benannt.
Nach dem formalen Ende der Neuseelandkriege im Jahr 1881 machte es die britische Krone möglich in der Gegend um Taumarunui Land zu kaufen und so fanden zwischen den frühen 1880er Jahre und den 1890er Jahren die meisten Landverkäufe statt. 1906 wurde Taumarunui zu einer Borough hochgestuft und mit dem Erreichen der Eisenbahnlinie im Jahr 1908 verzeichnete der Ort einen beständigen Aufschwung. Doch es dauerte noch bis 1934, bis der Ort ein größeres Interesse bei europäischen Siedlern fand. Bis zum Bau der Eisenbahn war der Schiffsverkehr auf dem Whanganui River der einzige sichere Transportweg für Güter aller Art. Für Touristen gab es in der Zeit die Möglichkeit eine dreitägige Tour mit einem Dampfboot von Whanganui aus flussaufwärts den Whanganui River bis nach Taumarunui zu fahren. Doch Eisenbahn und Straßenanbindung des Ortes ließ diese Art des Reisen 1934 auslaufen.

## Bevölkerung und Wirtschaft
Zum Zensus des Jahres 2013 zählte Die Stadt 4503 Einwohner, 10,9 % weniger als zur Volkszählung im Jahr 2006.
Taumarunui ist nicht nur Verwaltungsstandort des Ruapehu District, sondern auch Handels- und Dienstleistungszentrum für das weitere Umland. Dort lebt man von der Milchwirtschaft, aber auch von der Schaf- und Rinderzucht sowie von der Aufzucht von Hirschen. Neben fleischverarbeitende Betriebe, befinden sich Wolle- und Fellhandel in der Stadt. Auch ist Taumarunui ein Umschlagplatz für Lebendvieh.

## Verkehr und Tourismus

### Straßenverkehr
Durch Taumarunui führt der New Zealand State Highway 4, der die Stadt nach Norden mit Te Kūiti verbindet und nach Süden mit Wanganui. Die Stadt ist auch Endpunkt des New Zealand State Highway 43, der in Stratford seinen Startpunkt hat und als Forgotten Highway in Neuseeland landesweit bekannt wurde. Nach Osten zweigt der New Zealand State Highway 41 ab, der über den Waituhi Saddle nach Tūrangi am Lake Taupō führt.

### Schienenverkehr
Der Bahnhof von Taumarunui liegt an der  North Island Main Trunk Railway, die Auckland im Norden mit Wellington im Süden verbindet. Hier hält auch der Northern Explorer, der diese beiden Städte verbindet.

### Flugverkehr
Rund 4 km nördlich von Taumarunui befindet sich bei Taringamotu ein kleiner Flugplatz mit einer rund 1287 m langen Graspiste.

### Tourismus
Taumarunui ist Ausgangspunkt der Bootstour von Whanganui Journey, die zu den New Zealand Great Walks zählt.

## Persönlichkeiten
- Jeff Julian (* 1935), Langstreckenläufer
- Tamsyn Leevey (* 1978), Squashspielerin